# Anomis leucosema
Anomis leucosema là một loài bướm đêm trong họ Erebidae.